# بيض بودرة

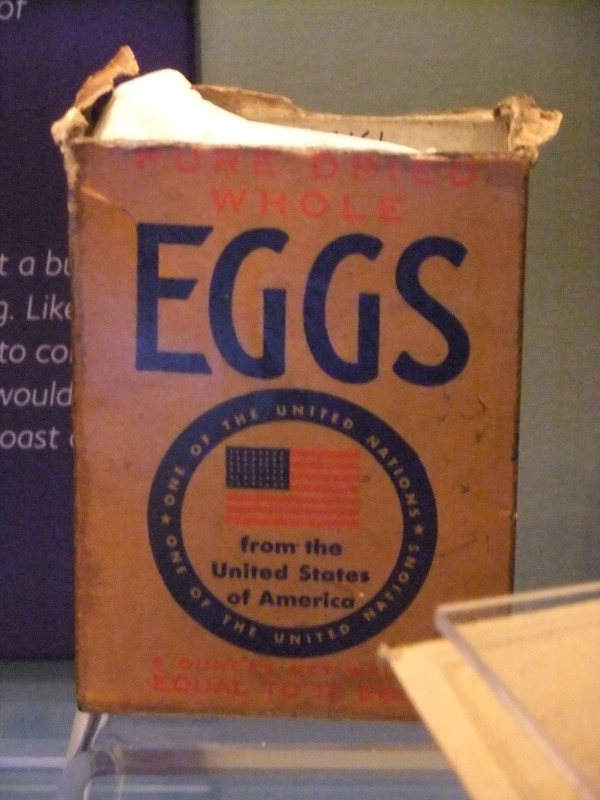
بيض كامل مجفف نقي من الولايات المتحدة يعود لأربعينات القرن العشرين.

البيض البودرة أو مسحوق البيض هو بيض  مجفف. يُصنع باستخدام تقنية التجفيف بالرذاذ وهي نفس طريقة صنع الحليب المجفف. يتميز بيض البودرة عن البيض الطازج في أنه خفيف الوزن كما يتمتع بفترة صلاحية أطول. تشمل المزايا الأخرى الاستخدام الأقل لمساحة التخزين، وعدم الحاجة إلى التبريد. ظهرت إعلانات البيض المجفف في أواخر تسعينيات القرن التاسع عشر في الولايات المتحدة.